# Nanoespuma de carbono
La nanoespuma de carbono es el quinto alótropo conocido del carbono, descubierto en 1997 por Andrei V. Rode y colaboradores en la Australian National University en Canberra. Consiste de un ensamblado de cúmulos de baja densidad de átomos de carbono, mantenidos en una red tridimensional difusa.
Cada cúmulo es de aproximadamente 6 nm de ancho, y contiene aproximadamente 4000 átomos de carbono, unidos en hojas similares a las del grafito, que tienen una curvatura negativa por la inclusión de heptágonos en el esquema regular hexagonal. Esto es lo opuesto de lo que pasa en el caso de los buckminsterfulerenos, en el que las hojas de carbono reciben una curvatura positiva por la inclusión de pentágonos.
La estructura a gran escala de la nanoespuma de carbono es similar a la de un aerogel, pero con el 1% de la densidad de los aerogeles de carbono anteriormente producidos, o solo dos veces mayor que la densidad del aire a nivel del mar. A diferencia de los aerogeles de carbono, la nanoespuma de carbono es un mal conductor eléctrico.